# Convento de los Capuchinos Extramuros
El convento de los Capuchinos Extramuros es un cenobio situado a las afueras de la ciudad española de Pamplona.

## Descripción
Fundado en 1606, es el primer templo de los padres capuchinos en la ciudad, que años más tarde se vería seguido por la iglesia de San Antonio. En la Guía del viajero en Pamplona (1904) de Fernando de Alvarado, se describe con las siguientes palabras:

Dista poco más de un kilómetro de la ciudad, y se halla asentado en la margen derecha del río Arga. Fué fundado en 1606 por D. Gabriel de Amasa, vecino de Pamplona, quien fué enterrado en el presbiterio del mismo al ocurrir su muerte, en 28 de Octubre de 1634, según había dispuesto en su testamento. Los Capuchinos fueron expulsados de este convento en 5 de Agosto de 1834, desde cuya fecha permaneció destinado á usos profanos hasta el 1.º de Agosto de 1879, en que fueron nuevamente instalados, siendo Obispo de Pamplona el Excmo. é Ilmo. Sr. Dr. D. José Oliver y Hurtado
(Alvarado, 1904, p. 88)

Entre 1998 y 2000, se acometió una renovación de todo el complejo, que conllevó la cesión de la huerta al Ayuntamiento de Pamplona.